# Koos de Jong
Jacobus Hermanus Hendrik Jan "Koos" de Jong (Roterdã, 7 de fevereiro de 1924 — Capelle aan den IJssel, 23 de julho de 2000) foi um velejador neerlandês, medalhista olímpico. Ele competiu nos Jogos Olímpicos de Verão de 1948 na classe Firefly e conquistou a medalha de bronze.
De Jong ganhou várias medalhas em campeonatos europeus, incluindo o ouro em 1959.